# Cayuco (película)
Cayuco es una película del año 2007.

## Sinopsis
Cayuco es un documental cinematográfico que narra de manera desgarradora las penurias por las que han de pasar aquellos subsaharianos que se embarcan en un incierto viaje a través del desierto y del océano en busca de una vida mejor. Es un retrato intimista de la dura realidad que representa el fenómeno de la inmigración ilegal que busca entrar en Europa a través de las Islas Canarias.